# 1967年10月18日月食
1967年10月18日月食为一次在协调世界时1967年10月18日出現的月全食。該次月食半影食分為2.260、全影食分為1.147。偏食維持了110分，全食維持30分。

## 概述
這次月食的食分是1.51，偏食維持了110分，全食維持30分。

## 基本參數
- 類型：月全食
- 食甚資料：
  - 日期：1967年10月18日
  - 時間：10:15
  - 月球位置：赤經1.51度、赤緯9.1度
  - 食分：半影食分：2.260、全影食分：1.147
  - 持續時間：偏食110分、全食30分

## 外部連結
- NASA月食專頁（页面存档备份，存于）（英文）